# Bajaraagiin Naranbaatar
Bajaraagiin Naranbaatar, mongolisch Баяраагийн Наранбаатар, (* 11. März 1980 in Ulaanbaatar) ist ein mongolischer Ringer. Er war 2007 Vizeweltmeister im freien Stil.

## Erfolge
- Asien-Cup
  - 2003, 3. Platz, FS, hinter Bauyrschan Orasghalijew, Kasachstan und Gholamreza Mohammadi, Iran
- Asien-Meisterschaft
  - 2004, 2. Platz, FS, hinter Adhamjon Achilov, Usbekistan
- Asienspiele
  - 2006, 5. Platz, FS
- Welt-Universitäts-Meisterschaften
  - 2005, 1. Platz, FS, vor Vahan Simonyan, Armenien
  - 2006, 2. Platz, FS
- Weltcup
  - 2002, 3. Platz, FS, hinter Stephen Abas, USA und Kim Jong-dae, Südkorea
- Weltmeisterschaften
  - 2003, 10. Platz, FS, u. a. hinter Dilshod Mansurov, Usbekistan, Oleksandr Sacharuk, Ukraine, Stephen Abas und Bauyrschan Orasghalijew
  - 2005, 3. Platz, FS, hinter Dilshod Mansurov und Radoslaw Welikow, Bulgarien
  - 2006, 11. Platz, FS, u. a. hinter Radoslaw Welikow und Samuel Henson, USA
  - 2007, 2. Platz, FS
  - 2009, 17. Platz, FS
  - 2010, 5. Platz, FS
- Olympische Spiele
  - 2004, 12. Platz, FS, u. a. hinter Mawlet Batirow, Russland, Stephen Abas, Radoslaw Welikow und Martin Berberjan, Armenien
  - 2008, 16. Platz, FS
  - 2012, 19. Platz, FS